# Pete Finestone
Peter "Pete" Finestone, född 11 juni 1964, är en amerikansk musiker, mest känd som trummis i punkrockbandet Bad Religion mellan 1982 och 1991.
Han lämnade bandet 1991, efter att de släppt sitt sjunde album Against the Grain, och ersattes av Bobby Schayer. Han lämnade bandet eftersom han ville koncentrera sig på sitt sidoprojekt The Fishermen.